# Bugatti La Voiture Noire

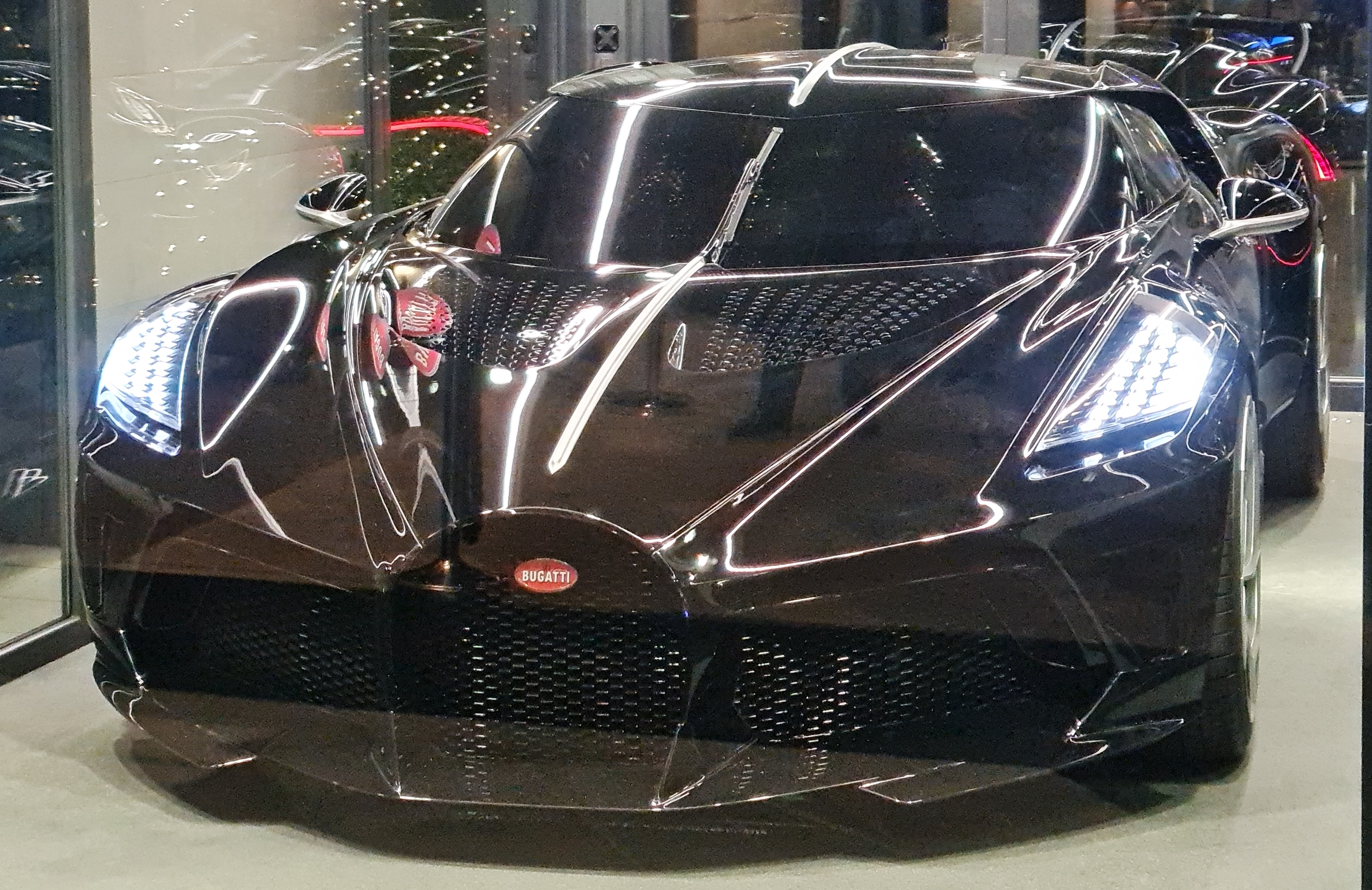
Bugatti La Voiture Noire được giới thiệu tại Triển lãm Ô tô Quốc tế Geneva 2019

Bugatti La Voiture Noire theo nghĩa đen là "Chiếc xe Bugatti màu đen", là một siêu xe hạng sang của hãng xe Bugatti(Pháp). Bugatti La Voiture Noire được thiết kế dựa trên Bugatti Chiron. Nó là một trong những chiếc ô tô đắt nhất và nhanh nhất trên thế giới, nó đã được một khách hàng đặt mua đặc biệt với giá 11 triệu euro.

## Giới thiệu
Được sản xuất năm 2021 ở nhà máy Bugatti Molsheim, thuộc lớp xe thể thao
Chạy bằng năng lượng xăng, động cơ16 xi-lanh W quad - turbo vị trí động cơ ở trung tâm phía sau theo chiều dọc xe.
Thân xe fastback tân cổ điển bằng sợi carbon sáng bóng được làm hoàn toàn thủ công tại nhà máy Bugatti ở Molsheim , Alsace . Viền mặt lưng bằng nhôm của mái thấp, cho đến lưới tản nhiệt hình móng ngựa nổi tiếng. Nó được trang bị động cơ tăng áp kép 16 xi- lanh W , dung tích 8  lít, cho công suất 1.500 mã lực , cũng được trang bị trên Bugatti Chiron và Bugatti Divo , cho phép đạt tốc độ tối đa lý thuyết hơn 400 km / h , tăng tốc từ 0 đến 100 km / h. trong 2,4  giây và 0 đến 200 km / h trong 6,1  giây.

## Lịch sử
Chiếc xe được thiết kế bởi nhà thiết kế Étienne Salomé được lấy cảm hứng từ Bugatti Type SC57 Atlantic, và dựa trên chiếc Bugatti Chiron được sản xuất từ năm 2016. Phiên bản cuối cùng của nó được giới thiệu bằng một thông cáo báo chí vao Ngày 3 tháng 6 năm 2021, hơn hai năm sau khi công chiếu trên toàn thế giới.